# Kabaret Szarpanina
Kabaret Szarpanina – polska grupa kabaretowa powstała w 2007. Tworzą ją byli członkowie nieistniejących szczecińskich formacji Węzeł oraz Dżazgi. Obecnie kabaret zawiesił swoją działalność. Każdy z członków formacji poszedł swoją drogą, lidera Grzegorza Dolniaka spotkać można w roli dyrektora artystycznego Szczecińskiego Przeglądu Autorskich Kabaretów (SZPAK), który co roku w listopadzie odbywa się w Szczecinie.

## Skład
- Marek Juszkiewicz
- Marcin Pawłowski
- Grzegorz Dolniak
- Mariusz Łucyk

## Nagrody i wyróżnienia

### 2008
- I Miejsce na II Festiwalu Kabaretów Studenckich FIKOŁEK w Poznaniu
- I Miejsce na VI Ogólnopolskim Przeglądzie Satyryków i Łgarzy w Międzyrzecu Podlaskim
- II Nagroda - "Srebrne JAPKO" na II Jednodniowym Autorskim Przeglądzie Kabaretów Ogólnopolskich JAPKO w Lublinie
- Dobry Chichot na III Ogólnopolskim Festiwalu Kabaretów Chichot w Goleniowie
- III Miejsce na VIII Siedleckiej Nocy Kabaretowej w Siedlcach

### 2009
- Grand Prix w I Łaskim Turnieju Kabaretowym ŁATKA w Łasku
- Tytuł Honorowego Laureata FAMY w kategorii "Kabaret" w Świnoujściu

### 2010
- I Miejsce oraz Nagroda Publiczności na XVI Mazurskim Lecie Kabaretowym Mulatka, Ełk
- I Nagroda na XXXI Lidzbarskich Wieczorach Humoru i Satyry, Lidzbark Warmiński
- I Miejsce na Przeglądzie Kabaretowym na I Festiwalu Humoru i Satyry HumorFest we Wrocławiu
- II Nagroda oraz Nagroda Publiczności na XXVI Przeglądzie Kabaretów PaKA w Krakowie
- 3 Statuetki Icemole'a na II Flying Mole Festiwal w Zielonej Górze

### 2011
- I Miejsce oraz Nagroda Publiczności na VII Festiwalu Twórczości Kabaretowej Zimowa Akcja Kabaretowa w Żyrardowie